# アラン・リマ・カリウス
アラン・リマ・カリウス（ポルトガル語: Alan Lima Cariús、1997年4月4日 - ）は、ブラジル・リオデジャネイロ州パチ・ド・アウフェレス出身のプロサッカー選手。ポジションはMF。

## 来歴
ヴォルタ・レドンダFCのユース出身。2015年1月31日、バーハ・マンサFC戦でデビューを果たした。同年5月、CRフラメンゴに期限付き移籍、トップチームでプレーすることはできず、U-20でプレーした。2016年11月末にヴォルタ・レドンダFCに復帰。2017年6月、オーストリアのLASKリンツに期限付き移籍。その後はオーストリア・ブンデスリーガ2部に属するFCジュニアーズOÖやFCブラウ＝ヴァイス・リンツに期限付き移籍、2019年8月、ヴォルタ・レドンダFCに復帰。2020年1月にSKNザンクト・ペルテンに完全移籍。成績は13試合2得点となった。
2020年9月、カスムパシャSKに完全移籍。
2021年、トゥズラスポルに完全移籍。
2021年7月24日、サウジ・プロフェッショナルリーグに属するアル・アダラーFCに完全移籍。
2022年7月26日、京都サンガF.C.への完全移籍が発表された。2023年6月21日、契約満了による退団が発表された。
2023年7月7日、アル・ナジマSCに加入した。

## 個人成績
| 国内大会個人成績 | 国内大会個人成績 | 国内大会個人成績 | 国内大会個人成績 | 国内大会個人成績 | 国内大会個人成績 | 国内大会個人成績 | 国内大会個人成績  | 国内大会個人成績 | 国内大会個人成績 | 国内大会個人成績 | 国内大会個人成績 |
| 年度             | クラブ           | 背番号           | リーグ           | リーグ戦         | リーグ戦         | リーグ杯         | リーグ杯          | オープン杯       | オープン杯       | 期間通算         | 期間通算         |
| 年度             | クラブ           | 背番号           | リーグ           | 出場             | 得点             | 出場             | 得点              | 出場             | 得点             | 出場             | 得点             |
| 日本             | 日本             | 日本             | 日本             | リーグ戦         | リーグ戦         | リーグ杯         | リーグ杯          | 天皇杯           | 天皇杯           | 期間通算         | 期間通算         |
| ---------------- | ---------------- | ---------------- | ---------------- | ---------------- | ---------------- | ---------------- | ----------------- | ---------------- | ---------------- | ---------------- | ---------------- |
| 2022             | 京都             | 41               | J1               | 1                | 0                | 0                | 0                 |                  |                  |                  |                  |
| 2023             | 京都             | 41               | J1               | 0                | 0                | 2                | 0                 |                  |                  |                  |                  |
| 通算             | 日本             | 日本             | J1               | 1                | 0                | 2                | 0\|\|\|\|\|\|\|\| |                  |                  |                  |                  |
| 総通算           | 総通算           | 総通算           | 総通算           | 1                | 0                | 2                | 0\|\|\|\|\|\|\|\| |                  |                  |                  |                  |